# گروه فناک دارتی
گروه فناک دارتی (انگلیسی: Groupe Fnac Darty) شرکت خرده‌فروشی فرانسوی است، که در سال ۱۹۵۷ تأسیس شد.